# Decimus Laberius
Decimus Laberius (* 105 v. Chr.; † 43 v. Chr.) war römischer Ritter und ein berühmter Mimendichter.
Laberius wurde in seinem 60. Lebensjahr 45 v. Chr. von Gaius Iulius Caesar gezwungen, in einem seiner Mimen (im Wettstreit mit Publilius Syrus) selbst aufzutreten. Dessen Prolog, in dem er in ergreifender Weise sein Schicksal beklagt, ist überliefert. Die durch sein Auftreten auf der Bühne verwirkte Ritterwürde erhielt er vom Diktator zurück.
Von seinem originellen Witz und seiner kühnen Sprachbildnerei geben die erhaltenen Bruchstücke von etwa 40 Mimen mannigfache Proben (gesammelt in Ribbecks Comicorum romanorum fragmenta, 2. Ausgabe, Leipzig. 1873).